# Мара (мифология)
Ма́ра (праслав. *mara — «призрак», др.-рус. мара, рус. мара, мо́рок, змора, укр. мара, бел. мара́, словац. mara, болг. мара́ва «кошмар», болг. марок «призрак, привидение») — в славянской мифологии призрак, привидение. Персонаж низшей мифологии народов Европы. В европейской мифологии — злой дух, демон, садящийся по ночам на грудь и вызывающий дурные сны, сопровождающиеся удушьем под весом демона, отчего сами дурные сны также стали носить имя кошмара.

## Представления славян
В русском языке семантика лексемы мара наиболее близка к общему значению «призрак, привидение», где она обозначает слабо персонифицированное существо, которое невидимой пеленой покрывает людям глаза, затемняет им рассудок, чтобы сбить с дороги и завести в опасное место (волын.) или скрыть то, что находится перед глазами. Ср. украинское выражение «Блудить, як якась мара», русское выражение «Мара водит кого» — о необычном поведении кого-либо. Согласно поверьям украинцев, мара имеет смутный неясный облик, похожий на человеческий. Она пугает людей, появляясь ночью во дворе или перед окнами дома, может навредить здоровью человека, дыхнув или дунув в его сторону (курск.).
В ряде случаев персонажи, обозначаемые корнем *mar-, имеют тот же комплекс мифологических функций, что и змора: в польской традиции слово mara — синоним названий этого персонажа с корнем *mor- типа mora, zmora; в белорусской и украинской традиции мара — название персонажа, подобного польской зморе, который душит и мучит по ночам спящих людей, особенно юношей и девушек, наваливаясь на них.
В северо-западной русской и южно-русской традиции мара обозначает женский персонаж, подобный кикиморе. Мара обычно невидима, но может принимать вид женщины с длинными распущенными волосами, которые она расчёсывает, сидя на пряже. По другим сведениям мара — чёрное, косматое (олонец., тул.), а также страшное и растрёпанное существо (калуж.).
На Украине чучело Мары носили по улицам при встрече Весны на Авдотью Плющиху с пением веснянок (см. Марена).